# Altpreußisches Dragonerregiment D I
Das Altpreußisches Dragonerregiment D I bestand von 1686 bis 1806.

## Garnisonen
Bis 1735 war das Regiment in den kleinen  Städten und Dörfern in den Kreisen Schievelbein, Dramburg etc. verteilt. Im Jahr 1735 kam das Leibeskadron nach Schwedt und 1748 nach Körlin. Im Jahr 1763 kam es nach Greifenhagen, Fiddichow, Bahn und Umgebung. Danach wurden der Stab und das Leibeskadron nach Belgard verlegt, die übrigen Eskadrons kamen nach Körlin, Labes, Reetz, Dramburg und Schievelbein. 1770 wurden Labes und Schievelbein aufgegeben, 1785 Reetz, der Stab und das 2. Eskadron wurden nach Treptow verlegt. 1795 kam der Stab nach Belgard, Greiffenberg und Wollin.

## Aufstellung
Das Regiment entstand 1686 aus der seit 1683 in brandenburgischen Diensten stehenden Freikompanie Isselstein sowie fünf neugeworbene Kompanien. Kurfürst Friedrich Wilhelm gab das Reiter-Regiment an den Generalwachtmeister Heinrich de Briquemault. Schon 1687 wurde das Regiment auf zehn Kompanien aufgestockt. 1688 wurden aber vier Kompanien zur Formation des Kürassier-Regiments Hamel abgegeben. 1691 wurde eine weitere Kompanie zur Formation den Kürassier-Regiments Schöning abgegeben. 1698 wurden zwei Kompanien entlassen. Als 1718 das Regiment Wartensleben aufgelöst wurde, wurden zwei Kompanien davon dem Regiment zugeschlagen, zudem wurden weitere zwei Kompanien angeworben.

## Standarten
Das Regiment erhielt bei seiner Errichtung und noch einmal 1694 Standarten. In einem Bericht vom 9. März 1699 hieß es: „Beim Regimente sind noch 3 Standarten vorhanden, welche einst blau mit einem rothen Adler gewesen und 1694 gegeben worden sind. Die früheren war auch blau mit Gold und Silber gestickt und Gold- und Silber-Franzen, auch ebensolche Banderolen, welche aber 1691 (??) bei Krossen abgegeben wurden, weil sie wegen der zwei aus Mecklenburg gekommenen Compagnien unegal waren; diese alten aber sind so zerrissen, daß nur die Stangen noch übrig sind.“
Friedrich Wilhelm I. übergab dem Regiment bei seinem Amtsantritt neue Fahnen. Die Flaggen waren gelb und ausgezackt; in der Mitte befand sich ein von Lorbeerzweigen umgebenes weißes Medaillon mit dem zur Sonne fliegenden Schwarzen Adler und der Legende Nec soli cedit. In den Ecken war der königliche Namenszug in Gold gestickt und von einer Krone überragt. Die Kanten der Flagge waren mit Goldfransen eingefasst, die Banderolen schwarz und silbern.
1754 wurde die Standarten erneuert. 1790 erhielt das Regiment zum 100-jährigen Stiftungsfest fünf neue Standarten. Die Leibstandarte war weiß mit zitronengelbem Mittelschilde und goldgestickt; die Devise lautet Non soli cedit. Die Regiments-Standarten waren zitronengelb mit weißem Mittschild, die Stangen durchgehend mit Gold kanneliert. Von denen eroberten die Franzosen bei Hansfeld eine, die anderen vier wurden bei der Kapitulation bei Lübeck verbrannt.

## Pauken
König Friedrich I. gestattete dem Regiment, die bei Oudenaarde erbeuteten silbernen Pauken des Regiments maison du roi zu behalten. Als 1806 die Festung Stettin kapitulierte, fielen auch die Pauken den Franzosen in die Hände.

## Feldzüge
Französisch-Niederländischer Krieg
Belagerung von Bonn (1689), ab 1692 in den Niederlanden; Belagerung von Namur (1695)
Spanischer Erbfolgekrieg
1705: Belagerung von Menin, 1706/7 in den Niederlanden; 1708: Schlacht bei Oudenaarde, 1709: Belagerung von Dornik, Schlacht bei Malplaquet, Belagerung von Mons, 1710: Belagerung von Dounay, Belagerung von Aire; 1711 Belagerung von Bouchain
Pommernfeldzug 1715/1716
Belagerung von Stralsund (1715)
Erster Schlesischer Krieg
1741 Belagerung von Glogau, Schlacht bei Mollwitz, 1742 das Regiment kommt im Februar bis 4 Meilen vor Wien, im Gefecht bei Meseritz fallen 2 Offiziere
- Pour le Merite für Oberstleutnant von Bernhard Heinrich von Bornstedt für Glogau

Zweiter Schlesischer Krieg
1744 Belagerung von Prag; 1745 Schlacht bei Hohenfriedberg, Gefecht bei Hirschberg
- Schwarzer Adlerorden für Karl Friedrich von Posadowsky für Hohenfriedberg

Siebenjähriger Krieg
1756 Belagerung bei Pirna, Gefecht bei Herwigsdorf; 1757 Gefecht bei Reichenberg (drei Standarten erobert), Schlacht bei Prag, Schlacht bei Kolin (fünf Fahnen und eine Standarte erobert), Schlacht bei Moys, Schlacht bei Breslau, Schlacht bei Leuthen (drei Standarten und vier Fahnen erobert); 1758 Belagerung von Schweidnitz, Belagerung von Olmütz, Schlacht bei Zorndorf (eine Fahne erobert), Schlacht bei Hochkirch, Gefecht bei Ebersbach, Gefecht bei Pfaffendorf; 1759 Expedition nach Polen, Schlacht bei Hoyerswerda, Gefecht bei Pretsch; 1760 Gefecht bei Roth-Nauslitz, Belagerung von Dresden, Schlacht bei Liegnitz, Gefecht am Zabtenberg, Schlacht bei Torgau; 1761 Gefecht bei Großnossen, Gefecht bei Kobebach, Gefecht bei Kloster Wahlstadt, Gefecht bei Neudorf, Quartier im Lager bei Bunzelwitz; 1762 Gefecht bei Adelsbach, Gefecht von Konradswaldau, Schlacht bei Burkersdorf, Belagerung von Schweidnitz, Gefecht am Plauenschen Grund
- Pour le Merite für Kolin[1]: Majore Leopold Johann von Platen, Nikolaus Alexander von Pomeiske, Leopold Sebastian von Manstein, Johann Wenzel von Zastrow; die Hauptleute Karl Henning von Papstein, Karl Siegmund von Nimptsch, Emanuel Christian von Leopold, Franz Henning von Puttkamer, Karl Heinrich Eberhard von Nostritz, Leutnant Gottlieb Ernst von Rabenau,  Hans Christian von Barfus
- Pour le Merite für Zorndorf: Stabshauptmann Joachim Bernhard von Prittwitz

Bayrischer Erbfolgekrieg
1778/79 Gefecht bei Brix
- Pour le Merite für Brix[2]: Hauptleute Georg Friedrich von Kameke, Karl August von Elster, Ernst Matthias von Zürson

Feldzug in Holland
1787 Gefecht bei Cortenhoff, Eroberung der Hinterdammer Schanze, Gefecht bei Breland
Marsch nach Schlesien 1790
Erster Koalitionskrieg
1792 Belagerung von Longwy, Belagerung von Verdun, Kanonade von Valmy, Gefecht bei Ober-Ursel; 1793 Belagerung von Königstein, Gefecht bei Waldalgesheim und Stromberg, Belagerung von Mainz (1793), Gefecht bei Kettricher Hof, Schlacht bei Pirmasens, Schlacht bei Kaiserslautern, Belagerung von Landau, Sturm auf Bitsch; 1794 Gefecht bei Kreuznach, Schlacht bei Kaiserslautern, Gefecht bei Kätzhofen, Gefecht bei Hermersberg
- Pour le Merite für Kettricher Hof:[3] Majore Johann Caspar von der Heyden, Johann Friedrich von Diezelsky I., Premier-Lieutenant Karl Erdmann Jakob von Broun, Seconde-Lieutenant Georg Christian Friedrich von Kameke
- Pour le Merite für Neukirchen:Seconde-Lieutenant Otto Albrecht Philipp Ludwig von der Osten[4]
- Pour le Merite für Pirmasens:[5] Oberst Friedrich Karl Wilhelm von Lange, Seconde-Lieutenant Ludwig Wilhelm von Eickstedt
- Pour le Merite für Kaiserslautern:[6] Major Karl Friedrich von Ehrencron, Michael Ernst von Diezelsky II., Stabshauptmann Karl Ludwig von Janwitz
- zudem drei goldene und 21 silberne Medaillen

Vierter Koalitionskrieg
1806 Gefecht bei Langensalza, Gefecht bei Groß-Fahner, Gefecht bei Krangen, Gefecht bei Frauenmark (eine Eskadron wird vom Regiment getrennt, und geriet bei Hansfeld in Gefangenschaft), Gefecht bei Schwerin, Gefecht bei Ratzeburg, das Regiment musste bei Lüneburg kapitulieren; 1807 Verteidigung von Danzig, Gefecht bei Dirschau, Gefecht bei Königsberg (Eskadron Diezelsky)
- ein Militär-Ehrenzeichen 1. Klasse für Unteroffizier Franz (für Danzig)
- fünf Militär-Ehrenzeichen 2. Klasse (für Danzig)

## Auflösung
Nach der Schlacht bei Auerstedt retteten sich die überleben Kürassiere nach Preußen. Am 29. Oktober 1806 überquerten sie bei Stettin die Oder und wurden der Kürassier-Brigade Stülpnagel zugeordnet. Die abgesetzten Truppen des Regiments sammelten sich in der Armee Blücher und machten den Rückzug nach Mecklenburg mit. Sie mussten bei mit der Armee nach der Kapitulation bei Ratekau die Waffen strecken.
Das Detachement des Rittmeisters von Hiller in Hannover konnte sich binnen zehn Tagen bis nach Anklam durchschlagen, musste aber dann dort am 1. November kapitulieren. Das Depot konnte nach Kolberg entkommen, wo es an der Verteidigung der Stadt teilnahm. Nach der Kapitulation der Festung  kam es unter Leutnant Herzberg nach Danzig, um auch diese Festung zu verteidigen. Nachdem auch Danzig gefallen war, kam der Rest nach Grodno in Neu-Ostpreußen.
Nach dem Frieden von Tilsit erfolgte am 16. Oktober 1807 die AKO die neue Dragoner-Brigade  Prinz Wilhelm aufzustellen. Das Regiment zählte noch:
- 15 Offiziere
- 37 Unteroffiziere
- 7 Trompeter
- 3 Chirurgen
- 261 Mann
- 223 Pferde

## Angehörige

### Regimentschefs
- 1690 Georg Friedrich von Anspach († 29. März 1703)
- 1703–1713  vacant unter dem Namen Anspach-Dragoner
- 1713 Andreas Reveillas du Veyne[7]
- 1719 Georg Joachim von der Wense  († 3. August 1725)
- 1725 Hans Friedrich von Platen, 1741 Teilung des Regiments, Platen erhält die zehn leichten Eskadrons
- 1741 Karl Friedrich von Posadowsky († 7. April 1747), 5. Schwere Eskadrons
- 1747 Bernhard Christian von Katte, 1751 Abschied mit Pension
- 1751 Johann Ernst von Alemann, 1755 Abschied mit Pension
- 1755 Karl Ludwig von Normann, 1761 Abschied mit Pension
- 1762 Johann Wenzel von Zastrow († 24. April 1773)
- 1774 Friedrich Albrecht Carl Hermann von Wylich und Lottum, 1794 Abschied mit Pension
- 1794 Ludwig von Preußen († 28. Dezember 1796)
- 1797 Max Joseph von Pfalz-Zweibrücken (Entsetzt 1807)
- 1807 Wilhelm von Preußen, (übernahm das Regiment am 10. März 1807)
- Ab dem 16. Oktober 1807 Dragoner-Brigade  Prinz Wilhelm

### Kommandeure seit 1710
- 1690 Andreas Reveillas du Veyne (Kommandeur en Chef, ab 1713  Chef)
- 1710 Oberst Georg Joachim von der Wense (später Chef)
- 1717 Oberst Friedrich August von Röseler; später Gouverneur von Geldern
- 1722 Oberst von Heyden
- 17?? Oberst von Bornstedt
- 1741 Oberstleutnant Friedrich Wilhelm von Kannenberg, später Chef des Dragoner-Regiments Nr. 4
- 1744 Oberstleutnant von Hirschen, dimittiert (entlassen)
- 1745 Oberstleutnant Karl Friedrich von Meyer, später Chef des Dragoner-Regiment Nr. 6
- 1752 Oberstleutnant Leopold Johann von Platen, später Chef des Dragoner-Regiments Nr. 4
- 1757 Oberstleutnant Nikolaus Alexander von Pomeiske, später Chef des Dragoner-Regiments Nr. 9
- 1761 Oberst Leopold Sebastian von Manstein, später Chef des Kürassier-Regiments Nr. 7
- 1763 Oberst von Puttkamer, dimittiert
- 1765 Major Otto Balthasar von Thun, später Chef des Dragoner-Regiments Nr. 3
- 1777 Oberst Johann Christoph von Mahlen, später Chef des Dragoner-Regiments Nr. 2
- 1782 Oberst Karl Ludwig Gottlob Löwenberger von Schönholz, als Generalmajor pensioniert
- 1788 Oberst von Lüttichau, pensioniert
- 1789 Oberst Friedrich Karl Wilhelm von Lange, pensioniert
- 1794 Oberst Christian Friedrich Georg Ludwig von Pastau, später Chef des Dragoner-Regiments Nr. 7
- 1803 Oberst Johann Caspar von der Heyden, als Generalmajor pensioniert
- 1806 Oberst von Diezelsky, als Generalmajor pensioniert